# Orankala
Orankala (azerbajdzjanska: Örənqala, Urənqala) är en ort i Azerbajdzjan.   Den ligger i distriktet Bejläqan, i den centrala delen av landet, 210 km väster om huvudstaden Baku. Orankala ligger 43 meter över havet och antalet invånare är 1 840.
Terrängen runt Orankala är platt. Närmaste större samhälle är Agdzhabedy, 18,5 km norr om Orankala.
Trakten runt Orankala består till största delen av jordbruksmark. Runt Orankala är det ganska tätbefolkat, med 70 invånare per kvadratkilometer.